# Athesans-Étroitefontaine
Athesans-Étroitefontaine település Franciaországban, Haute-Saône megyében. Lakosainak száma 630 fő (2022. január 1.). Athesans-Étroitefontaine La Vergenne, Senargent-Mignafans, Gouhenans, Mignavillers, Moffans-et-Vacheresse és Villafans községekkel határos.

## Népesség
A település népességének változása:
| Lakosok száma | 675  | 662  | 672  | 654  | 649  | 644  | 639  | 636  | 630  |
|               | 2013 | 2015 | 2016 | 2017 | 2018 | 2019 | 2020 | 2021 | 2022 |